# Seleção Namibiana de Futebol
A Seleção Namibiana de Futebol representa a Namíbia nas competições de futebol da FIFA. Ela é filiada à FIFA, CAF e à COSAFA.
Já participou duas vezes da Copa Africana de Nações (1998 e 2008), sem passar da primeira fase em ambas.
Seu primeiro jogo oficial, ainda quando era território da África do Sul, foi em 1989, contra Angola, que venceu por 1 a 0. No ano seguinte, já como país independente, enfrentou o Zimbábue, saindo derrotada por 5 a 1.
O único jogador namibiano de destaque é Collin Benjamin, que fez praticamente toda sua carreira no futebol alemão, encerrando-a em 2012, no Munique 1860, após ter atuado por uma década no Hamburgo SV.

## Desempenho em Copas
- 1930 a 1990 - Não se inscreveu
- 1994 a 2018 - Não se classificou

## Desempenho na CAN
- 1957 a 1994 - Não se inscreveu
- 1996 - Não se classificou
- 1998 - Primeira fase
- 2000 a 2006 - Não se classificou
- 2008 - Primeira fase
- 2010 a 2017 - Não se classificou

## Títulos
| CONTINENTAIS | CONTINENTAIS | CONTINENTAIS | CONTINENTAIS |
|              | Competição   | Vezes        | Ano          |
| ------------ | ------------ | ------------ | ------------ |
|              | Copa COSAFA  | 1            | 2015         |